# Michal Vaněček
Michal Vaněček (* 23. dubna 1964) je český spisovatel a podnikatel, spolumajitel a generální ředitel společnosti T-SOFT, a.s.
Je autorem knih pro děti i dospělé a námětů pro kreslené vtipy. Věnuje se rovněž publikační a charitativní činnosti (v rámci Nadace T-SOFT ETERNITY vydává též knížky).

## Život

### Studia
V roce 1987 ukončil vysokoškolská studia na ČVUT Fakultě elektrotechnické, kde studoval obor elektronické počítače a informační technologie (titul Ing.). Titul Ph.D. získal po absolvování studia na Vysoké vojenské škole pozemního vojska ve Vyškově v roce 2004. V roce 2008 získal titul MBA po studiu na Brno International Business School (B.I.B.S.). Michal Vaněček je rovněž absolventem Vysoké školy ekonomické v Praze.

### Další aktivity
Od roku 2010 je Michal Vaněček předsedou správní rady NADACE T-SOFT ETERNITY (www.nadaceeternity.cz).

### Tvorba
Je autorem 40 knih povídek a pohádek, i beletrie pro dospělé, ale jako autor, spoluautor nebo manažer se podílel na téměř 60 knižních titulech a CD. V rámci nadace T-SOFT Eternity, která podporuje handicapované občany,pacienty se závažnými onemocněními atd., vydává Michal Vaněček publikace zejména s medicínskou tematikou nebo s tematikou, která je obtížně uplatnitelná komerčně. Patří mezi spolupracovníky nakladatelství Grada Publishing, které se zabývá vydáváním odborné literatury v České republice.
V roce 2018 vydalo nakladatelství Cosmopolis v Praze Vaněčkův obsáhlý historický román Mlýn, který na osudech jednoho českého mlynářského rodu zrcadlí historické události konce 19. století, první a druhé světové války, metody a praktiky obou totalitních režimů 20. století a končí až po sametové revoluci, v roce 2010.
Společně s Václavem Rážem tvoří autorskou dvojici Marvin, která se zabývá kresleným humorem.

### Tvorba pro děti
Je autorem téměř dvou desítek dětských knížek, vyznačujících se bezprostředností a humorem spojeným s určitou dávkou poučení. Hlavní postavou knížek určených pro dětské čtenáře je velmi často Blboun Nejapný, který figuruje i v názvech některých z nich:
- PETŘÍČKOVÁ, Renata a VANĚČEK, Michal. S Blbounem do říše pohádek. 1. vydání Praha: Fragment, 2012. 88 stran; ISBN 978-80-253-1414-2.[5]
- PETŘÍČKOVÁ, Renata a VANĚČEK, Michal. S Blbounem za velkým dobrodružstvím. 1. vydání. Praha: Fragment, 2015; 136 stran; ISBN 978-80-253-2535-3.[5]

Z dalších dětských knížek možno jmenovat například:
- VANĚČEK, Michal. Medvědí prázdniny. Praha: Maxdorf, 2009. 77 stran; ISBN 978-80-7345-188-2.
- VANĚČEK, Michal. Prázdniny s dráčkem. 1. vydání Praha: Fragment, 2013; 60 stran; Pohádky pro předškoláky. ISBN 978-80-253-1835-5.
- VANĚČEK, Michal. S dráčkem do pravěku. 1. vydání Praha: Fragment, 2015; 71 stran; Pohádky pro předškoláky. ISBN 978-80-253-2434-9.[5]

Jednou z komerčně úspěšných Vaněčkových knih je i kniha Co má vědět správný Čech.